# Giải đua xe Công thức 1 2022
Giải đua xe Công thức 1 2022 là mùa giải thứ 73 của Công thức 1 do Liên đoàn Ô tô Quốc tế (FIA) tổ chức. Giải đua này diễn ra trong vòng 22 chặng đua được tổ chức trên khắp thế giới và kết thúc sớm hơn những năm gần đây để tránh trùng lặp với Giải vô địch bóng đá thế giới 2022 ở Qatar.
Trong suốt giải đua xe Công thức 1 2022, những thay đổi mới đáng kể đối với các quy định kỹ thuật được áp dụng. Những thay đổi này dự định được áp dụng vào năm 2021 nhưng bị trì hoãn cho đến năm 2022 do đại dịch COVID-19.
Max Verstappen giành được danh hiệu vô địch ở hạng mục tay đua lần thứ hai tại giải đua ô tô Công thức 1 Nhật Bản, trong khi đội của anh, Red Bull Racing, giành được chức vô địch ở hạng mục đội đua lần thứ năm và lần đầu tiên kể từ năm 2013 tại giải đua ô tô Công thức 1 Hoa Kỳ.
Giải đua này cũng là mùa giải cuối cùng của nhà vô địch thế giới bốn lần người Đức Sebastian Vettel sau khi anh tuyên bố giải nghệ tại giải đua ô tô Công thức 1 Hungary 2022.

## Các tay đua và đội đua
Các đội và tay đua sau đây đều tham gia giải đua xe Công thức 1 2022 và tất cả các đội thi đấu đều sử dụng lốp xe do Pirelli cung cấp. Bảng này liệt kê tất cả các tay đua có hợp đồng với đội đua với tư cách là tay đua chính hoặc tay đua dự bị/lái thử cho mùa giải 2013 hoặc những tay đua đã tham gia các cuộc lái thử chính thức. Các đội đua sau đây được sắp xếp theo thứ tự của bảng xếp hạng các đội đua vào năm 2021.
| Đội đua                                | Xe đua                            | Động cơ                           | Hãng lốp | Số xe | Tay đua          | Số chặng đua đã tham gia | Tay đua dự bị/ lái thử |
| -------------------------------------- | --------------------------------- | --------------------------------- | -------- | ----- | ---------------- | ------------------------ | --- |
| Mercedes-AMG Petronas Formula One Team | Mercedes-AMG F1 W13 E Performance | Mercedes-AMG F1 M13 E Performance | P        | 44    | Lewis Hamilton   | Tất cả                   | Stoffel Vandoorne Nyck de Vries Frederik Vesti                                                                                 |
| Mercedes-AMG Petronas Formula One Team | Mercedes-AMG F1 W13 E Performance | Mercedes-AMG F1 M13 E Performance | P        | 63    | George Russell   | Tất cả                   | Stoffel Vandoorne Nyck de Vries Frederik Vesti                                                                                 |
| Red Bull Racing                        | Red Bull RB18                     | Red Bull RBPTH001                 | P        | 1     | Max Verstappen   | Tất cả                   | Sébastien Buemi Liam Lawson Jüri Vips                                                                                          |
| Red Bull Racing                        | Red Bull RB18                     | Red Bull RBPTH001                 | P        | 11    | Sergio Pérez     | Tất cả                   | Sébastien Buemi Liam Lawson Jüri Vips                                                                                          |
| Scuderia Ferrari                       | Ferrari F1-75                     | Ferrari 066/7                     | P        | 16    | Charles Leclerc  | Tất cả                   | Antonio Giovinazzi Robert Schwartzman Mick Schumacher                                                                          |
| Scuderia Ferrari                       | Ferrari F1-75                     | Ferrari 066/7                     | P        | 55    | Carlos Sainz Jr. | Tất cả                   | Antonio Giovinazzi Robert Schwartzman Mick Schumacher                                                                          |
| McLaren Formula 1 Team                 | McLaren MCL36                     | Mercedes-AMG F1 M13 E Performance | P        | 3     | Daniel Ricciardo | Tất cả                   | Oscar Piastri Colton Herta Paul di Resta Will Stevens Oliver Turvey Stoffel Vandoorne Nyck de Vries Patricio O'Ward Álex Palou |
| McLaren Formula 1 Team                 | McLaren MCL36                     | Mercedes-AMG F1 M13 E Performance | P        | 4     | Lando Norris     | Tất cả                   | Oscar Piastri Colton Herta Paul di Resta Will Stevens Oliver Turvey Stoffel Vandoorne Nyck de Vries Patricio O'Ward Álex Palou |
| BWT Alpine F1 Team                     | Alpine A522                       | Renault E-Tech RE22               | P        | 14    | Fernando Alonso  | Tất cả                   | Oscar Piastri Jack Doohan |
| BWT Alpine F1 Team                     | Alpine A522                       | Renault E-Tech RE22               | P        | 31    | Esteban Ocon     | 1–12, 14–20              | Oscar Piastri Jack Doohan |
| Scuderia AlphaTauri                    | AlphaTauri AT03                   | Red Bull RBPTH001                 | P        | 10    | Pierre Gasly     | Tất cả                   | Liam Lawson |
| Scuderia AlphaTauri                    | AlphaTauri AT03                   | Red Bull RBPTH001                 | P        | 22    | Yuki Tsunoda     | Tất cả                   | Liam Lawson |
| Aston Martin Aramco Cognizant F1 Team  | Aston Martin AMR22                | Mercedes-AMG F1 M13 E Performance | P        | 5     | Sebastian Vettel | 3-20                     | Nico Hülkenberg Nyck de Vries Felipe Drugovich                                                                                 |
| Aston Martin Aramco Cognizant F1 Team  | Aston Martin AMR22                | Mercedes-AMG F1 M13 E Performance | P        | 18    | Lance Stroll     | 1–22                     | Nico Hülkenberg Nyck de Vries Felipe Drugovich                                                                                 |
| Aston Martin Aramco Cognizant F1 Team  | Aston Martin AMR22                | Mercedes-AMG F1 M13 E Performance | P        | 27    | Nico Hülkenberg  | 1-2                      | Nico Hülkenberg Nyck de Vries Felipe Drugovich                                                                                 |
| Williams Racing                        | Williams FW44                     | Mercedes-AMG F1 M13 E Performance | P        | 6     | Nicholas Latifi  | Tất cả                   | Jack Aitken Nyck de Vries Logan Sargeant                                                                                       |
| Williams Racing                        | Williams FW44                     | Mercedes-AMG F1 M13 E Performance | P        | 23    | Alexander Albon  | 1-15, 17-22              | Jack Aitken Nyck de Vries Logan Sargeant                                                                                       |
| Williams Racing                        | Williams FW44                     | Mercedes-AMG F1 M13 E Performance | P        | 45    | Nyck de Vries    | 16                       | Jack Aitken Nyck de Vries Logan Sargeant                                                                                       |
| Alfa Romeo F1 Team ORLEN               | Alfa Romeo C42                    | Ferrari 066/7                     | P        | 24    | Chu Quán Vũ      | Tất cả                   | Antonio Giovinazzi Robert Kubica Callum Ilott Théo Pourchaire                                                                  |
| Alfa Romeo F1 Team ORLEN               | Alfa Romeo C42                    | Ferrari 066/7                     | P        | 77    | Valtteri Bottas  | Tất cả                   | Antonio Giovinazzi Robert Kubica Callum Ilott Théo Pourchaire                                                                  |
| Haas F1 Team                           | Haas VF-22                        | Ferrari 066/7                     | P        | 20    | Kevin Magnussen  | Tất cả                   | Pietro Fittipaldi Antonio Giovinazzi                                                                                           |
| Haas F1 Team                           | Haas VF-22                        | Ferrari 066/7                     | P        | 47    | Mick Schumacher  | Tất cả                   | Pietro Fittipaldi Antonio Giovinazzi                                                                                           |

### Thay đổi tay đua
- Kimi Räikkönen, nhà vô địch của giải đua xe Công thức 1 2007, đã giải nghệ sau khi năm 2021 kết thúc. Anh đã kết thúc sự nghiệp Công thức 1 sau 19 mùa giải. Vị trí của anh ở Alfa Romeo đã được thay thế bởi người đồng hương Valtteri Bottas từ Mercedes[4].
- Đồng thời, George Russell thay thế Bottas[5] và chỗ đua của anh ở Williams được thay thế bởi cựu tay đua Red Bull Racing người Thái Lan, Alexander Albon[6].
- Chu Quán Vũ (Zhou Guanyu), người về thứ ba tại giải vô địch Công thức 2 2021, gia nhập Alfa Romeo và thay thế Antonio Giovinazzi[7]. Anh trở thành tay đua Trung Quốc đầu tiên tham gia Công thức 1[7].
- Nikita Mazepin ban đầu có hợp đồng với Haas nhưng sau khi Nga bắt đầu xâm lược Ukraine và Uralkali, tài trợ chính thức cho Haas, bị hủy bỏ, hợp đồng của anh bị chấm dứt[8]. Mazepin được thay thế bởi Kevin Magnussen, người thi đấu lần cuối vào năm 2020 với Haas.

#### Thay đổi tay đua trong suốt mùa giải
- Trước giải đua ô tô Công thức 1 Bahrain, Sebastian Vettel (Aston Martin Aramco-Mercedes) đã xét nghiệm dương tính với coronavirus. Do vậy, anh được thay thế bởi tay đua dự bị và người đồng hương Nico Hülkenberg, người đã đua lần cuối tại chặng đua GP Eifel 2020 với đội đua tiền nhiệm Racing Point[9]. Tại chặng đua tiếp theo ở Ả Rập Xê Út, Vettel cũng được thay thế bởi Hülkenberg[10].
- Trong giải đua ô tô Công thức 1 Ý cuối tuần, Alexander Albon (Williams) bị đau ruột thừa và được thay thế bởi Nyck de Vries, tay đua dự bị của Mercedes và nhà vô địch của giải đua xe Công thức E 2020-21 và nhà vô địch giải đua xe Công thức 2 2019. Đồng thời, de Vries cũng bắt đầu sự nghiệp Công thức 1 ngay tại chặng đua này[11].

### Thay đổi đội đua
Nhà sản xuất động cơ Honda đã thông báo rằng họ sẽ ngừng tham gia Công thức 1 sau khi năm 2021 kết thúc và sẽ không sản xuất hoặc cung cấp động cơ nữa. Honda đã cung cấp động cơ cho Scuderia AlphaTauri (cho đến năm 2019 Scuderia Toro Rosso) kể từ năm 2018 và Red Bull Racing kể từ năm 2019. Red Bull Racing sẽ tiếp quản chương trình động cơ của Honda và quản lý trong nội bộ. Một bộ phận mới có tên Red Bull Powertrains đã được thàn lập cho việc này. Quyết định được đưa ra sau khi các cuộc đàm phán được tổ chức với các đội đua khác để ngừng phát triển động cơ cho đến giải đua xe Công thức 1 2025 do Red Bull Racing thiếu khả năng phát triển động cơ mới. Ngoài ra, Red Bull Racing và Scuderia AlphaTauri không sẵn sàng trở thành đội khách hàng của Renault một lần nữa.

## Lịch đua

Màu xanh lá cây là các quốc gia có tổ chức chặng đua. Màu xám đậm là các quốc gia có chặng đua bị hủy.

Lịch đua cho năm 2022 bao gồm 22 chặng đua. 19 trong số các chặng đua theo thể thức thông thường: cuộc đua chính vào cuối tuần với hai buổi tập diễn ra vào thứ Sáu trước cuộc đua, buổi tập thứ ba vào thứ Bảy trước vòng phân hạng và cuộc đua diễn ra vào Chủ nhật. Các chặng đua Emilia Romagna, Áo và São Paulo được tổ chức theo thể thức "sprint". Đối với những chặng đua này, buổi tập đầu tiên sẽ diễn ra vào thứ Sáu trước vòng phân hạng. Buổi tập thứ hai sẽ diễn ra vào thứ Bảy trước cuộc đua sprint. Vào Chủ nhật, cuộc đua chính diễn ra, trong đó thứ tự xuất phát được xác định bằng kết quả của cuộc đua sprint, trái ngược với vòng phân hạng.
| Stt | Chặng đua                                | Trường đua                                             | Ngày        |
| --- | ---------------------------------------- | ------------------------------------------------------ | ----------- |
| 1   | Giải đua ô tô Công thức 1 Bahrain        | Trường đua Bahrain International, Sakhir               | 20 tháng 3  |
| 2   | Giải đua ô tô Công thức 1 Ả Rập Xê Út    | Trường đua Jeddah Corniche, Jeddah                     | 27 tháng 3  |
| 3   | Giải đua ô tô Công thức 1 Úc             | Trường đua Albert Park, Melbourne                      | 10 tháng 4  |
| 4   | Giải đua ô tô Công thức 1 Emilia Romagna | Trường đua Imola, Imola                                | 24 tháng 4  |
| 5   | Giải đua ô tô Công thức 1 Miami          | Trường đua Miami International, Miami Gardens, Florida | 8 tháng 5   |
| 6   | Giải đua ô tô Công thức 1 Tây Ban Nha    | Trường đua Barcelona-Catalunya, Montmeló               | 22 tháng 5  |
| 7   | Giải đua ô tô Công thức 1 Monaco         | Trường đua Monaco, Monaco                              | 29 tháng 5  |
| 8   | Giải đua ô tô Công thức 1 Azerbaijan     | Trường đua Thành phố Baku, Baku                        | 12 tháng 6  |
| 9   | Giải đua ô tô Công thức 1 Canada         | Trường đua Gilles Villeneuve, Montréal                 | 19 tháng 6  |
| 10  | Giải đua ô tô Công thức 1 Anh            | Trường đua Silverstone, Silverstone                    | 3 tháng 7   |
| 11  | Giải đua ô tô Công thức 1 Áo             | Trường đua Red Bull Ring, Spielberg                    | 10 tháng 7  |
| 12  | French Grand Prix                        | Circuit Paul Ricard, Le Castellet                      | 24 tháng 7  |
| 13  | Giải đua ô tô Công thức 1 Hungary        | Hungaroring, Mogyoród                                  | 31 tháng 7  |
| 14  | Giải đua ô tô Công thức 1 Bỉ             | Trường đua Spa-Francorchamps, Stavelot                 | 28 tháng 8  |
| 15  | Giải đua ô tô Công thức 1 Hà Lan         | Trường đua Zandvoort, Zandvoort                        | 4 tháng 9   |
| 16  | Giải đua ô tô Công thức 1 Ý              | Trường đua Monza, Monza                                | 11 tháng 9  |
| 17  | Giải đua ô tô Công thức 1 Singapore      | Trường đua đường phố Marina Bay, Singapore             | 2 tháng 10  |
| 18  | Giải đua ô tô Công thức 1 Nhật Bản       | Trường đua Suzuka International, Suzuka                | 9 tháng 10  |
| 19  | Giải đua ô tô Công thức 1 Hoa Kỳ         | Trường đua Americas, Austin, Texas                     | 23 tháng 10 |
| 20  | Giải đua ô tô Công thức 1 Mexico City    | Trường đua Anh em Rodríguez, Mexico City               | 30 tháng 10 |
| 21  | Giải đua ô tô Công thức 1 São Paulo      | Trường đua José Carlos Pace, São Paulo                 | 13 tháng 11 |
| 22  | Giải đua ô tô Công thức 1 Abu Dhabi      | Trường đua Yas Marina, Abu Dhabi                       | 20 tháng 11 |

### Thay đổi lịch đua
- Các chặng đua Úc, Canada, Nhật Bản và Singapore trở lại lịch thi đấu sau hai năm vắng bóng do đại dịch COVID-19.
- Giải đua ô tô Công thức 1 Miami ra mắt lần đầu tiên với cuộc đua diễn ra tại trường đua Miami International ở Miami Gardens, Florida[14].
- Các chặng đua Bồ Đào Nha, Styria và Thổ Nhĩ Kỳ không được đưa vào lịch năm 2022. Các chặng đua này đã được thêm cụ thể vào lịch năm 2021 để đối phó với đại dịch COVID-19 nhằm đảm bảo có thể tổ chức càng nhiều chặng đua càng tốt[13].
- Giải đua ô tô Công thức 1 Qatar lần đầu tiên ra mắt vào giải đua xe Công thức 1 2021 tại trường đua Losail International nhưng không xuất hiện trên lịch năm 2022. Chặng đua này được lên kế hoạch trở lại vào năm 2023, ban đầu dự kiến sẽ được chuyển đến một trường đua được xây dựng với mục đích mới, sau một năm gián đoạn vì giải vô địch bóng đá thế giới.
- Giải đua ô tô Công thức 1 Trung Quốc theo hợp đồng sẽ xuất hiện trên lịch năm 2022 nhưng không có mặt trong lịch do các hạn chế đi lại của Trung Quốc liên quan đến đại dịch COVID-19. Kể từ đó, chặng đua này vẫn chưa được phục hồi.
- Giải đua ô tô Công thức 1 Nga dự kiến diễn ra vào ngày 25 tháng 9 với tư cách là chặng đua thứ 17 của giải đua xe nhưng bị hoãn theo lịch do Nga xâm lược Ukraina trước khi bị hủy bỏ hoàn toàn[15]. Chặng đua này lẽ ra phải được thay thế nhưng kế hoạch đó sau đó đã bị hủy bỏ.

## Tường thuật

### Buổi thử nghiệm tiền mùa giải
Do sự thay đổi trong các quy định kỹ thuật, liên đoàn F1 đã quyết định tổ chức hai buổi thử nghiệm tại hai trường đua khác nhau để giúp các đội thu thập thêm dữ liệu về những chiếc xe mới của họ. Buổi đầu tiên được tổ chức tại trường đua Barcelona-Catalunya ở Montmeló tổ chức lần đầu tiên vào ngày 23 tháng 2 và buổi thứ hai được tổ chức tại trường đua Bahrain International ở as-Sakhir vào ngày 10 tháng 3.

### Diễn biến mùa giải

#### Các chặng đua đầu tiên
Charles Leclerc giành được vị trí pole tại giải đua ô tô Công thức 1 Bahrain. Lần đầu tiên kể từ giải đua ô tô Công thức 1 Brazil 2019, cả hai tay đua của đội Haas đã vượt qua phần 2 của vòng phân hạng sau khi Kevin Magnussen vượt qua ở vị trí thứ 7 và Mick Schumacher thứ 12. Tại vòng mở màn ở vòng cua số 6, Esteban Ocon đã chạm vào phía sau xe của Schumacher khiến xe của Schumacher quay vòng và Ocon bị phạt năm giây vì gây ra vụ tai nạn đó. Tại vòng đua thứ 46, chiếc xe của Pierre Gasly đã bốc cháy và buộc anh phải bỏ cuộc. Leclerc đã giành chiến thắng trước đồng đội Carlos Sainz Jr. và họ chiếm hai vị trí dẫn đầu cho Ferrari. Magnussen về đích thứ 5 trong khi các tay đua Red Bull Max Verstappen và Sergio Pérez đã bỏ cuộc trong phần cuối của cuộc đua do vấn đề nhiên liệu.
Tại chặng đua tiếp theo, giải đua ô tô Công thức 1 Ả Rập Xê Út, Sergio Pérez lần đầu tiên giành vị trí pole trong sự nghiệp của mình trong khi Lewis Hamilton chỉ vượt qua ở vị trí thứ 16 sau khi bị loại ở phần một của vòng phân hạng (Q1) lần đầu tiên kể từ giải đua ô tô Công thức 1 Brazil 2017. Vào cuộc đua ngày hôm sau, chỉ có 18 tay đua xuất phát do chiếc xe AlphaTauri của Yuki Tsunoda bị hỏng sau khi nghi ngờ vấn đề về hệ thống truyền lực và Schumacher đã buộc phải rút khỏi sự kiện sau một vụ tai nạn ở vòng phân hạng. Nicholas Latifi va vào tường ở góc cua cuối cùng trong vòng thứ 16 và 22 vòng sau đó, Fernando Alonso, Daniel Ricciardo và Valtteri Bottas đều phải bỏ cuộc do sự cố kỹ thuật. Verstappen giành chiến thắng cuộc đua này sau khi vượt qua Leclerc. Sau cuộc đua, Alexander Albon bị phạt ba điểm do va chạm với Lance Stroll.
Leclerc giành chiến thắng giải đua ô tô Công thức 1 Úc từ vị trí pole, lập vòng đua nhanh nhất và dẫn đầu mọi vòng đua và đồng thời giành danh hiệu Grand Slam đầu tiên cho Ferrari kể từ giải đua ô tô Công thức 1 Singapore 2010. Sergio Pérez và George Russell lần lượt đứng thứ hai và thứ ba. Đồng đội của Pérez, Verstappen, đang ở vị trí thứ nhì nhưng phải bỏ cuộc ở vòng đua thứ 38 do rò rỉ nhiên liệu khiến xe gặp hỏa hoạn. Chiếc xe của Sainz quay ở vòng đua mở màn tại góc cua số 10 và Sebastian Vettel tham gia chặng đua đầu tiên trong mùa giải này sau khi phải bỏ lỡ hai chặng đua đầu tiên do xét nghiệm dương tính với Covid-19. Albon, tay đua xuất phát cuối cùng sau khi bị loại khỏi kết quả của vòng phân hạng vì không cung cấp mẫu nhiên liệu một lít, về đích ở vị trí thứ 10 sau khi sử dụng bộ lốp cứng cho đến vòng đua thứ 57.
Verstappen đã giành vị trí pole trong cuộc đua sprint của giải đua ô tô Công thức 1 Emilia Romagna. Mặc dù bị Leclerc vượt qua sau khi xuất phát, Verstappen đã phục hồi lại vị trí dẫn đầu sau khi sử dụng hệ thống DRS để vượt qua Leclerc và giành chiến thắng ở cuộc đua sprint trước Leclerc và đồng đội Pérez. Vào cuộc đua ngày hôm sau, Verstappen giành chiến thắng cuộc đua này từ vị trí pole để đạt được Grand Slam thứ hai trong sự nghiệp của mình trong khi Pérez về thứ hai để giúp Red Bull chiếm hai vị trí dẫn đầu kể từ giải đua ô tô Công thức 1 Malaysia 2016. Leclerc đang chạy ở vị trí thứ ba trong phần lớn cuộc đua nhưng lại mắc lỗi ở vòng đua thứ 53, tụt xuống thứ 9 và đồng thời khiến Lando Norris lên vị trí cuối cùng trên bục trao giải. Trước khi cuộc đua kết thúc, Leclerc leo lên và về đích ở vị trí thứ 6. Kết quả này giúp Red Bull giành vị trí thứ hai trong bảng xếp hạng các tay đua và Verstappen lên vị trí thứ hai trong bảng xếp hạng các tay đua khi vượt qua đồng đội của Leclerc là Sainz phải bỏ cuộc thứ hai liên tiếp sau va chạm ở vòng 1 với Daniel Ricciardo.
Leclerc xuất phát từ vị trí pole trước đồng đội Sainz để chiếm hai vị trí xuất phát đầu cho Ferrari trong chặng đua đầu tiên của giải đua ô tô Công thức 1 Miami. Đằng sau họ là các tay đua của Red Bull, Verstappen và Pérez, và Bottas của Alfa Romeo. Stroll và Vettel, những người lần lượt vượt qua vòng phân hạng ở vị trí thứ 10 và 13, xuất phát từ làn pit sau sự cố về nhiệt độ nhiên liệu. Ở góc cua đầu tiên tại vòng đua mở màn, Verstappen đã vượt qua Sainz để giành vị trí thứ hai và áp sát Leclerc. Tại vòng đua thứ 9, Verstappen vượt qua Leclerc để dẫn đầu cuộc đua khi Leclerc phải vật lộn với bộ lốp trung bình. Xe an toàn ảo được triển khai vòng 41 sau khi lốp sau bên phải của Norris va với lốp trước bên trái của Gasly và cuộc va chạm đó khiến Norris phải bỏ cuộc. Sau khi cuộc đua được tiếp tục, Verstappen đã bị Leclerc gây áp lực nhưng có thể bảo vệ vị trí dẫn đầu của mình để giành chiến thắng. Ở vòng đua thứ 52, Pérez vượt qua Sainz ở góc cua số 1 nhưng mắc lỗi và phanh gấp. Tại vòng đua tiếp theo, Vettel và Schumacher va chạm nhưng ban quản lý không phán xét thêm. Leclerc và Sainz lần lượt về nhì và ba trong khi Pérez về đích ở vị trí thứ 4 do tạm thời gặp sự cố động cơ khiến chiếc xe của anh bị mất khoảng 30 mã lực và Russell về đích ở vị trí thứ năm. Sau cuộc đua, Alonso nhận hai án phạt năm giây riêng biệt và bị rơi khỏi vị trí tính điểm. Magnussen gặp hai sự cố riêng biệt sau khi cuộc đua diễn ra trở lại với Stroll khiến anh bỏ cuộc ở vòng đua cuối cùng.
Leclerc giành vị trí pole tại giải đua ô tô Công thức 1 Tây Ban Nha và xuất phát từ vị trí đó. Anh dẫn đầu cuộc đua này cho đến khi bị buộc phải bỏ cuộc ở vòng đua thứ 27 do turbo và MGU-H gặp lỗi. Bất chấp các vấn đề về hệ thống DRS, Verstappen giành chiến thắng trong cuộc đua này sau khi Pérez để anh vượt qua ở vòng đua thứ 49 vì sử dụng các chiến lược lốp khác nhau. Russell lên bục trao giải một lần tiếp theo sau khi về đích ở vị trí thứ ba. Sainz có một khởi đầu tệ sau khi bị tụt từ vị trí thứ ba xuống thứ năm và tiếp theo đó, xe của anh cũng bị quay ở lượt 4 ở vòng đua thứ 7 do gió giật. Verstappen cũng gặp vấn đề tương tự ở vòng đua thứ 9. Sainz đã leo lên từ vị trí thứ 11 và về đích ở vị trí thứ tư trước Hamilton. Hamilton về đích ở vị trí thứ 19 sau khi vướng vào một va chạm với Magnussen ở góc cua số 4 sau khi xuất phát. Lần đầu tiên trong mùa giải, Red Bull dẫn trước Ferrari trong bảng xếp hạng các đội đua trong khi Verstappen vuơn lên vị trí dẫn đầu.
Leclerc giành vị trí pole tại giải đua ô tô Công thức 1 Monaco trước Sainz và Pérez. Cuộc đua đã bị hủy bỏ và bắt đầu sau 50 phút. Cơn mưa hết ở vòng đua thứ tư và tất cả các tay đua bắt đầu chuyển sang lốp intermediate. Do mắc lỗi chiến lược, Leclerc tụt xuống vị trí thứ 4 sau Verstappen và Sainz, với Pérez dẫn đầu cuộc đua. Ocon và Hamilton chạm trán nhau ở vòng 18 và Ocon nhận một án phạt 5 giây khiến anh rơi khỏi vị trí tính điểm. Năm vòng đua sau đó, Magnussen bỏ cuộc do mất áp suất nước và Schumacher xoay xe gần khu vực bể bơi khiến chiếc xe của anh bị chẻ đôi và khiến cuộc đua phải tạm hoãn. Pérez giành chiến thắng trong cuộc đua trước Sainz, Verstappen, Leclerc và Russell.

## Kết quả
| Stt | Chặng đua                                | Vị trí pole      | Vòng đua nhanh nhất | Tay đua giành chiến thắng | Đội đua giành chiến thắng | Diễn biến chi tiết |
| --- | ---------------------------------------- | ---------------- | ------------------- | ------------------------- | ------------------------- | ------------------ |
| 1   | Giải đua ô tô Công thức 1 Bahrain        | Charles Leclerc  | Charles Leclerc     | Charles Leclerc           | Ferrari                   | Chi tiết           |
| 2   | Giải đua ô tô Công thức 1 Ả Rập Xê Út    | Sergio Pérez     | Charles Leclerc     | Max Verstappen            | Red Bull Racing-RBPT      | Chi tiết           |
| 3   | Giải đua ô tô Công thức 1 Úc             | Charles Leclerc  | Charles Leclerc     | Charles Leclerc           | Ferrari                   | Chi tiết           |
| 4   | Giải đua ô tô Công thức 1 Emilia Romagna | Max Verstappen   | Max Verstappen      | Max Verstappen            | Red Bull Racing-RBPT      | Chi tiết           |
| 5   | Giải đua ô tô Công thức 1 Miami          | Charles Leclerc  | Max Verstappen      | Max Verstappen            | Red Bull Racing-RBPT      | Chi tiết           |
| 6   | Giải đua ô tô Công thức 1 Tây Ban Nha    | Charles Leclerc  | Sergio Pérez        | Max Verstappen            | Red Bull Racing-RBPT      | Chi tiết           |
| 7   | Giải đua ô tô Công thức 1 Monaco         | Charles Leclerc  | Lando Norris        | Sergio Pérez              | Red Bull Racing-RBPT      | Chi tiết           |
| 8   | Giải đua ô tô Công thức 1 Azerbaijan     | Charles Leclerc  | Sergio Pérez        | Max Verstappen            | Red Bull Racing-RBPT      | Chi tiết           |
| 9   | Giải đua ô tô Công thức 1 Canada         | Max Verstappen   | Carlos Sainz Jr.    | Max Verstappen            | Red Bull Racing-RBPT      | Chi tiết           |
| 10  | Giải đua ô tô Công thức 1 Anh            | Carlos Sainz Jr. | Lewis Hamilton      | Carlos Sainz Jr.          | Ferrari                   | Chi tiết           |
| 11  | Giải đua ô tô Công thức 1 Áo             | Max Verstappen   | Max Verstappen      | Charles Leclerc           | Ferrari                   | Chi tiết           |
| 12  | Giải đua ô tô Công thức 1 Pháp           | Charles Leclerc  | Carlos Sainz Jr.    | Max Verstappen            | Red Bull Racing-RBPT      | Chi tiết           |
| 13  | Giải đua ô tô Công thức 1 Hungary        | George Russell   | Lewis Hamilton      | Max Verstappen            | Red Bull Racing-RBPT      | Chi tiết           |
| 14  | Giải đua ô tô Công thức 1 Bỉ             | Carlos Sainz Jr. | Max Verstappen      | Max Verstappen            | Red Bull Racing-RBPT      | Chi tiết           |
| 15  | Giải đua ô tô Công thức 1 Hà Lan         | Max Verstappen   | Max Verstappen      | Max Verstappen            | Red Bull Racing-RBPT      | Chi tiết           |
| 16  | Giải đua ô tô Công thức 1 Ý              | Charles Leclerc  | Sergio Pérez        | Max Verstappen            | Red Bull Racing-RBPT      | Chi tiết           |
| 17  | Giải đua ô tô Công thức 1 Singapore      | Charles Leclerc  | George Russell      | Sergio Pérez              | Red Bull Racing-RBPT      | Chi tiết           |
| 18  | Giải đua ô tô Công thức 1 Nhật Bản       | Max Verstappen   | Chu Quán Vũ         | Max Verstappen            | Red Bull Racing-RBPT      | Chi tiết           |
| 19  | Giải đua ô tô Công thức 1 Hoa Kỳ         | Carlos Sainz Jr. | George Russell      | Max Verstappen            | Red Bull Racing-RBPT      | Chi tiết           |
| 20  | Giải đua ô tô Công thức 1 Mexico City    | Max Verstappen   | George Russell      | Max Verstappen            | Red Bull Racing-RBPT      | Chi tiết           |
| 21  | Giải đua ô tô Công thức 1 São Paulo      | Kevin Magnussen  | George Russell      | George Russell            | Mercedes                  | Chi tiết           |
| 22  | Giải đua ô tô Công thức 1 Abu Dhabi      | Max Verstappen   | Lando Norris        | Max Verstappen            | Red Bull Racing-RBPT      | Chi tiết           |

## Bảng xếp hạng

### Hệ thống ghi điểm
Điểm được trao từ vị trí 1-10, tay đua đã lập vòng đua nhanh nhất trong cuộc đua (với điều kiện nằm trong top 10) và vị trí 1-8 của cuộc đua sprint. Điểm được trao cho mỗi cuộc đua sử dụng hệ thống sau đây:
| Vị trí          | 1  | 2  | 3  | 4  | 5  | 6 | 7 | 8 | 9 | 10 | Vòng đua nhanh nhất |
| --------------- | -- | -- | -- | -- | -- | - | - | - | - | -- | ------------------- |
| Cuộc đua chính  | 25 | 18 | 15 | 12 | 10 | 8 | 6 | 4 | 2 | 1  | 1                   |
| Cuộc đua sprint | 8  | 7  | 6  | 5  | 4  | 3 | 2 | 1 |   |    |                     |

### Bảng xếp hạng các tay đua
| Vị trí | Tay đua          | BHR | SAU | AUS | EMI    | MIA | ESP  | MON | AZE  | CAN | GBR | AUT    | FRA  | HUN | BEL | NED | ITA | SIN | JPN | USA  | MXC | SAP    | ABU | Số điểm |
| ------ | ---------------- | --- | --- | --- | ------ | --- | ---- | --- | ---- | --- | --- | ------ | ---- | --- | --- | --- | --- | --- | --- | ---- | --- | ------ | --- | ------- |
| 1      | Max Verstappen   | 19  | 1   | Ret | 1P 1 F | 1F  | 1    | 3   | 1    | 1P  | 7   | 2P 1 F | 1    | 1   | 1F  | 1PF | 1   | 7   | 1P  | 1    | 1P  | 64     | 1P  | 454     |
| 2      | Charles Leclerc  | 1PF | 2F  | 1PF | 62     | 2P  | RetP | 4P  | RetP | 5   | 4   | 12     | RetP | 6   | 6   | 3   | 2P  | 2P  | 3   | 3    | 6   | 46     | 2   | 308     |
| 3      | Sergio Pérez     | 18  | 4P  | 2   | 23     | 4   | 2F   | 1   | 2F   | Ret | 2   | Ret5   | 4    | 5   | 2   | 5   | 6F  | 1   | 2   | 4    | 3   | 75     | 3   | 305     |
| 4      | George Russell   | 4   | 5   | 3   | 4      | 5   | 3    | 5   | 3    | 4   | Ret | 4      | 3    | 3P  | 4   | 2   | 3   | 14F | 8   | 5F   | 4F  | 1F 1   | 5   | 275     |
| 5      | Carlos Sainz Jr. | 2   | 3   | Ret | Ret4   | 3   | 4    | 2   | Ret  | 2F  | 1P  | Ret3   | 5F   | 4   | 3P  | 8   | 4   | 3   | Ret | RetP | 5   | 32     | 4   | 246     |
| 6      | Lewis Hamilton   | 3   | 10  | 4   | 13     | 6   | 5    | 8   | 4    | 3   | 3F  | 38     | 2    | 2F  | Ret | 4   | 5   | 9   | 5   | 2    | 2   | 23     | 18  | 240     |
| 7      | Lando Norris     | 15  | 7   | 5   | 35     | Ret | 8    | 6F  | 9    | 15  | 6   | 7      | 7    | 7   | 12  | 7   | 7   | 4   | 10  | 6    | 9   | Ret7   | 6F  | 122     |
| 8      | Esteban Ocon     | 7   | 6   | 7   | 14     | 8   | 7    | 12  | 10   | 6   | Ret | 56     | 8    | 9   | 7   | 9   | 11  | Ret | 4   | 11   | 8   | 8      | 7   | 92      |
| 9      | Fernando Alonso  | 9   | Ret | 17  | Ret    | 11  | 9    | 7   | 7    | 9   | 5   | 10     | 6    | 8   | 5   | 6   | Ret | Ret | 7   | 7    | 19  | 5      | Ret | 81      |
| 10     | Valtteri Bottas  | 6   | Ret | 8   | 57     | 7   | 6    | 9   | 11   | 7   | Ret | 11     | 14   | 20  | Ret | Ret | 13  | 11  | 15  | Ret  | 10  | 9      | 15  | 49      |
| 11     | Daniel Ricciardo | 14  | Ret | 6   | 186    | 13  | 12   | 13  | 8    | 11  | 13  | 9      | 9    | 15  | 15  | 17  | Ret | 5   | 11  | 16   | 7   | Ret    | 9   | 37      |
| 12     | Sebastian Vettel |     |     | Ret | 8      | 17  | 11   | 10  | 6    | 12  | 9   | 17     | 11   | 10  | 8   | 14  | Ret | 8   | 6   | 8    | 14  | 11     | 10  | 37      |
| 13     | Kevin Magnussen  | 5   | 9   | 14  | 98     | 16  | 17   | Ret | Ret  | 17  | 10  | 87     | Ret  | 16  | 16  | 15  | 16  | 12  | 14  | 9    | 17  | RetP 8 | 17  | 25      |
| 14     | Pierre Gasly     | Ret | 8   | 9   | 12     | Ret | 13   | 11  | 5    | 14  | Ret | 15     | 12   | 12  | 9   | 11  | 8   | 10  | 18  | 14   | 11  | 14     | 14  | 23      |
| 15     | Lance Stroll     | 12  | 13  | 12  | 10     | 10  | 15   | 14  | 16   | 10  | 11  | 13     | 10   | 11  | 11  | 10  | Ret | 6   | 12  | Ret  | 15  | 10     | 8   | 18      |
| 16     | Mick Schumacher  | 11  | WD  | 13  | 17     | 15  | 14   | Ret | 14   | Ret | 8   | 6      | 15   | 14  | 17  | 13  | 12  | 13  | 17  | 15   | 16  | 13     | 16  | 12      |
| 17     | Yuki Tsunoda     | 8   | DNS | 15  | 7      | 12  | 10   | 17  | 13   | Ret | 14  | 16     | Ret  | 19  | 13  | Ret | 14  | Ret | 13  | 10   | Ret | 17     | 11  | 12      |
| 18     | Chu Quán Vũ      | 10  | 11  | 11  | 15     | Ret | Ret  | 16  | Ret  | 8   | Ret | 14     | 16   | 13  | 14  | 16  | 10  | Ret | 16F | 12   | 13  | 12     | 12  | 6       |
| 19     | Alexander Albon  | 13  | 14  | 10  | 11     | 9   | 18   | Ret | 12   | 13  | Ret | 12     | 13   | 17  | 10  | 12  | WD  | Ret | Ret | 13   | 12  | 15     | 13  | 4       |
| 20     | Nicholas Latifi  | 16  | Ret | 16  | 16     | 14  | 16   | 15  | 15   | 16  | 12  | Ret    | Ret  | 18  | 18  | 18  | 15  | Ret | 9   | 17   | 18  | 16     | 19  | 2       |
| 21     | Nyck de Vries    |     |     |     |        |     |      |     |      |     |     |        |      |     |     |     | 9   |     |     |      |     |        |     | 2       |
| 22     | Nico Hülkenberg  | 17  | 12  |     |        |     |      |     |      |     |     |        |      |     |     |     |     |     |     |      |     |        |     | 0       |

Chú thích:
- – Tay đua không hoàn thành chặng đua nhưng được xếp hạng vì đã hoàn thành hơn 90% của cuộc đua.
- Các hàng không liên quan đến các tay đua: trong mỗi đội, thứ hạng riêng lẻ được sắp xếp hoàn toàn dựa trên kết quả cuối cùng trong cuộc đua (không phải theo tổng số điểm ghi được trong một sự kiện và bao gồm điểm được trao cho vòng đua nhanh nhất).

### Bảng xếp hạng các đội đua
| Pos. | Đội đua               | Số xe | BHR | SAU | AUS | EMI    | MIA | ESP  | MON | AZE  | CAN | GBR | AUT    | FRA  | HUN | BEL | NED | ITA | SIN | JPN | USA  | MXC | SAP    | ABU | Số điểm |
| ---- | --------------------- | ----- | --- | --- | --- | ------ | --- | ---- | --- | ---- | --- | --- | ------ | ---- | --- | --- | --- | --- | --- | --- | ---- | --- | ------ | --- | ------- |
| 1    | Red Bull Racing-RBPT  | 1     | 19  | 1   | Ret | 1P 1 F | 1F  | 1    | 3   | 1    | 1P  | 7   | 2P 1 F | 1    | 1   | 1F  | 1PF | 1   | 7   | 1P  | 1    | 1P  | 64     | 1P  | 759     |
| 1    | Red Bull Racing-RBPT  | 11    | 18  | 4P  | 2   | 23     | 4   | 2F   | 1   | 2F   | Ret | 2   | Ret5   | 4    | 5   | 2   | 5   | 6F  | 1   | 2   | 4    | 3   | 75     | 3   | 759     |
| 2    | Ferrari               | 16    | 1PF | 2F  | 1PF | 62     | 2P  | RetP | 4P  | RetP | 5   | 4   | 12     | RetP | 6   | 6   | 3   | 2P  | 2P  | 3   | 3    | 6   | 46     | 2   | 554     |
| 2    | Ferrari               | 55    | 2   | 3   | Ret | Ret4   | 3   | 4    | 2   | Ret  | 2F  | 1P  | Ret3   | 5F   | 4   | 3P  | 8   | 4   | 3   | Ret | RetP | 5   | 32     | 4   | 554     |
| 3    | Mercedes              | 44    | 3   | 10  | 4   | 13     | 6   | 5    | 8   | 4    | 3   | 3F  | 38     | 2    | 2F  | Ret | 4   | 5   | 9   | 5   | 2    | 2   | 23     | 18  | 515     |
| 3    | Mercedes              | 63    | 4   | 5   | 3   | 4      | 5   | 3    | 5   | 3    | 4   | Ret | 4      | 3    | 3P  | 4   | 2   | 3   | 14F | 8   | 5F   | 4F  | 1F 1   | 5   | 515     |
| 4    | Alpine                | 14    | 9   | Ret | 17  | Ret    | 11  | 9    | 7   | 7    | 9   | 5   | 10     | 6    | 8   | 5   | 6   | Ret | Ret | 7   | 7    | 19  | 5      | Ret | 173     |
| 4    | Alpine                | 31    | 7   | 6   | 7   | 14     | 8   | 7    | 12  | 10   | 6   | Ret | 56     | 8    | 9   | 7   | 9   | 11  | Ret | 4   | 11   | 8   | 8      | 7   | 173     |
| 5    | McLaren-Mercedes      | 3     | 14  | Ret | 6   | 186    | 13  | 12   | 13  | 8    | 11  | 13  | 9      | 9    | 15  | 15  | 17  | Ret | 5   | 11  | 16   | 7   | Ret    | 9   | 159     |
| 5    | McLaren-Mercedes      | 4     | 15  | 7   | 5   | 35     | Ret | 8    | 6F  | 9    | 15  | 6   | 7      | 7    | 7   | 12  | 7   | 7   | 4   | 10  | 6    | 9   | Ret7   | 6F  | 159     |
| 6    | Alfa Romeo-Ferrari    | 24    | 10  | 11  | 11  | 15     | Ret | Ret  | 16  | Ret  | 8   | Ret | 14     | 16   | 13  | 14  | 16  | 10  | Ret | 16F | 12   | 13  | 12     | 12  | 55      |
| 6    | Alfa Romeo-Ferrari    | 77    | 6   | Ret | 8   | 57     | 7   | 6    | 9   | 11   | 7   | Ret | 11     | 14   | 20  | Ret | Ret | 13  | 11  | 15  | Ret  | 10  | 9      | 15  | 55      |
| 7    | Aston Martin-Mercedes | 5     |     |     | Ret | 8      | 17  | 11   | 10  | 6    | 12  | 9   | 17     | 11   | 10  | 8   | 14  | Ret | 8   | 6   | 8    | 14  | 11     | 10  | 55      |
| 7    | Aston Martin-Mercedes | 18    | 12  | 13  | 12  | 10     | 10  | 15   | 14  | 16   | 10  | 11  | 13     | 10   | 11  | 11  | 10  | Ret | 6   | 12  | Ret  | 15  | 10     | 8   | 55      |
| 8    | Haas-Ferrari          | 20    | 5   | 9   | 14  | 98     | 16  | 17   | Ret | Ret  | 17  | 10  | 87     | Ret  | 16  | 16  | 15  | 16  | 12  | 14  | 9    | 17  | RetP 8 | 17  | 37      |
| 8    | Haas-Ferrari          | 47    | 11  | WD  | 13  | 17     | 15  | 14   | Ret | 14   | Ret | 8   | 6      | 15   | 14  | 17  | 13  | 12  | 13  | 17  | 15   | 16  | 13     | 16  | 37      |
| 9    | AlphaTauri-RBPT       | 10    | Ret | 8   | 9   | 12     | Ret | 13   | 11  | 5    | 14  | Ret | 15     | 12   | 12  | 9   | 11  | 8   | 10  | 18  | 14   | 11  | 14     | 14  | 35      |
| 9    | AlphaTauri-RBPT       | 22    | 8   | DNS | 15  | 7      | 12  | 10   | 17  | 13   | Ret | 14  | 16     | Ret  | 19  | 13  | Ret | 14  | Ret | 13  | 10   | Ret | 17     | 11  | 35      |
| 10   | Williams-Mercedes     | 6     | 16  | Ret | 16  | 16     | 14  | 16   | 15  | 15   | 16  | 12  | Ret    | Ret  | 18  | 18  | 18  | 15  | Ret | 9   | 17   | 18  | 16     | 19  | 8       |
| 10   | Williams-Mercedes     | 23    | 13  | 14  | 10  | 11     | 9   | 18   | Ret | 12   | 13  | Ret | 12     | 13   | 17  | 10  | 12  | WD  | Ret | Ret | 13   | 12  | 15     | 13  | 8       |
| 10   | Williams-Mercedes     | 45    |     |     |     |        |     |      |     |      |     |     |        |      |     |     |     | 9   |     |     |      |     |        |     | 8       |

Chú thích:
- – Tay đua không hoàn thành chặng đua nhưng được xếp hạng vì đã hoàn thành hơn 90% của cuộc đua.

Chú thích mở rộng cho các bảng trên:
| Chú thích                | Chú thích                                |
| Màu                      | Ý nghĩa                                  |
| ------------------------ | ---------------------------------------- |
| Vàng                     | Chiến thắng                              |
| Bạc                      | Hạng 2                                   |
| Đồng                     | Hạng 3                                   |
| Xanh lá                  | Các vị trí ghi điểm khác                 |
| Xanh dương               | Được xếp hạng                            |
| Xanh dương               | Không xếp hạng, có hoàn thành (NC)       |
| Tím                      | Không xếp hạng, bỏ cuộc (Ret)            |
| Đỏ                       | Không phân hạng (DNQ)                    |
| Đen                      | Bị loại khỏi kết quả (DSQ)               |
| Trắng                    | Không xuất phát (DNS)                    |
| Trắng                    | Chặng đua bị hủy (C)                     |
|                          | Không đua thử (DNP)                      |
| Loại trừ (EX)            |                                          |
| Không đến (DNA)          |                                          |
| Rút lui (WD)             |                                          |
| Không tham gia (ô trống) |                                          |
| Ghi chú                  | Ý nghĩa                                  |
| P                        | Giành vị trí pole                        |
| Số mũ cao                | Vị trí giành điểm tại chặng đua nước rút |
| F                        | Vòng đua nhanh nhất                      |